# Polminhac
Cet article possède un paronyme, voir Polignac.
Polminhac (prononcé [pɔlmiɲak]) est une commune française, située dans le département du Cantal en région d'Auvergne-Rhône-Alpes.

## Géographie
La commune est située dans le Massif central sur la Cère, vallée glaciaire avec ses formes caractéristiques : le profil longitudinal est caractérisé par une plaine subhorizontale dont la platitude trouve son explication dans les dépôts morainiques abandonnés par les glaciers du quaternaire. Le profil transversal est en auge, avec des replats latéraux et des vallées suspendues parallèles ou perpendiculaires à la vallée principale. Entre Vic-sur-Cère et Polminhac, ces vallées fluviales en V (vallée du ruisseau de la Ribe, de Villère) sont suspendues à 200 m au-dessus de la Cère. Cette altitude correspond à l'épaulement de la vallée glaciaire et marque la surface d'un horizon de brèches volcaniques. Le glacier de la Cère qui atteignait une puissance de près de 100 mètres, a déposé en se retirant des moraines frontales de retrait. La moraine de Polminhac a un double vallum dont la convexité est tournée vers l'aval. Le sillon qui les sépare, profond de 10 mètres, a environ 100 mètres de large. La Cère est l'objet d'inondations comme en 1981, lorsque l'eau est passée au-dessus de la main courante du terrain de football de Polminhac.
Bien qu'il soit en voie de périurbanisation, le bourg de Polminhac reste cantonné en pied de coteau.

### Communes limitrophes
Les communes limitrophes sont Badailhac, Giou-de-Mamou, Saint-Étienne-de-Carlat, Saint-Simon, Velzic, Vic-sur-Cère et Yolet.

### Climat
Pour des articles plus généraux, voir Climat d'Auvergne-Rhône-Alpes et Climat du Cantal.
En 2010, le climat de la commune est de type climat de montagne, selon une étude du CNRS s'appuyant sur une série de données couvrant la période 1971-2000. En 2020, Météo-France publie une typologie des climats de la France métropolitaine dans laquelle la commune est exposée à un climat de montagne ou de marges de montagne et est dans la région climatique Ouest et nord-ouest du Massif Central, caractérisée par une pluviométrie annuelle de 900 à 1 500 mm, maximale en automne et en hiver.
Pour la période 1971-2000, la température annuelle moyenne est de 10 °C, avec une amplitude thermique annuelle de 15,2 °C. Le cumul annuel moyen de précipitations est de 1 513 mm, avec 14 jours de précipitations en janvier et 8,6 jours en juillet. Pour la période 1991-2020, la température moyenne annuelle observée sur la station météorologique de Météo-France la plus proche, sur la commune de Marmanhac à 9 km à vol d'oiseau, est de 10,6 °C et le cumul annuel moyen de précipitations est de 1 461,7 mm,. Pour l'avenir, les paramètres climatiques de la commune estimés pour 2050 selon différents scénarios d'émission de gaz à effet de serre sont consultables sur un site dédié publié par Météo-France en novembre 2022.

## Urbanisme

### Typologie
Au 1er janvier 2024, Polminhac est catégorisée bourg rural, selon la nouvelle grille communale de densité à 7 niveaux définie par l'Insee en 2022.
Elle est située hors unité urbaine. Par ailleurs la commune fait partie de l'aire d'attraction d'Aurillac, dont elle est une commune de la couronne,. Cette aire, qui regroupe 85 communes, est catégorisée dans les aires de 50 000 à moins de 200 000 habitants,.

### Occupation des sols
L'occupation des sols de la commune, telle qu'elle ressort de la base de données européenne d’occupation biophysique des sols Corine Land Cover (CLC), est marquée par l'importance des territoires agricoles (69 % en 2018), une proportion sensiblement équivalente à celle de 1990 (68,3 %). La répartition détaillée en 2018 est la suivante : 
zones agricoles hétérogènes (37,1 %), prairies (31,9 %), forêts (13,6 %), milieux à végétation arbustive et/ou herbacée (13,6 %), zones urbanisées (2,9 %), zones humides intérieures (0,8 %). L'évolution de l’occupation des sols de la commune et de ses infrastructures peut être observée sur les différentes représentations cartographiques du territoire : la carte de Cassini (XVIIIe siècle), la carte d'état-major (1820-1866) et les cartes ou photos aériennes de l'IGN pour la période actuelle (1950 à aujourd'hui).

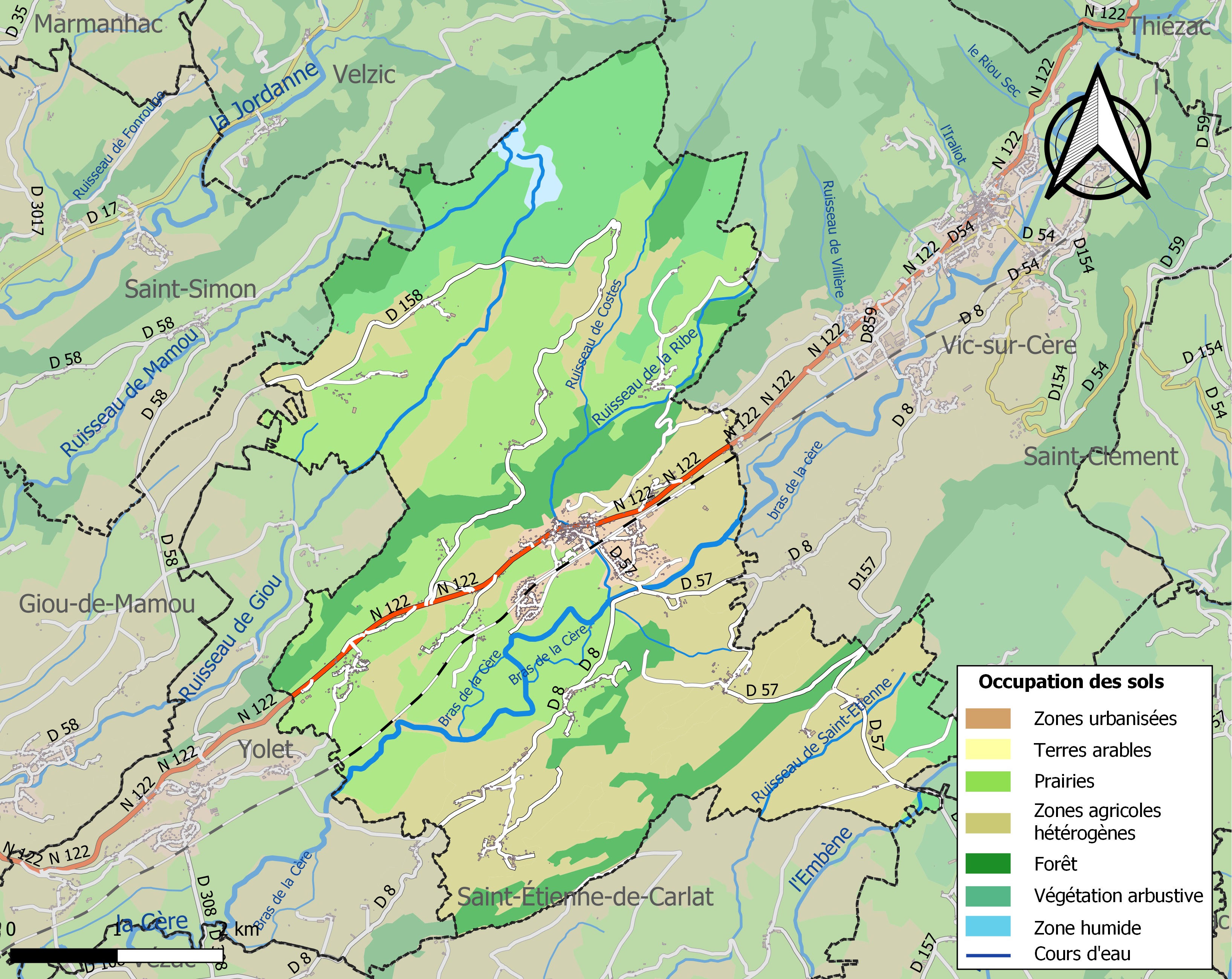
Carte des infrastructures et de l'occupation des sols de la commune en 2018 (CLC).

### Habitat et logement
En 2018, le nombre total de logements dans la commune était de 716, alors qu'il était de 695 en 2013 et de 635 en 2008.
Parmi ces logements, 73,9 % étaient des résidences principales, 11,2 % des résidences secondaires et 14,9 % des logements vacants. Ces logements étaient pour 88,1 % d'entre eux des maisons individuelles et pour 11,7 % des appartements.
Le tableau ci-dessous présente la typologie des logements à Polminhac en 2018 en comparaison avec celle du Cantal et de la France entière. Une caractéristique marquante du parc de logements est ainsi une proportion de résidences secondaires et logements occasionnels (11,2 %) inférieure à celle du département (20,4 %) mais supérieure à celle de la France entière (9,7 %). Concernant le statut d'occupation de ces logements, 76,6 % des habitants de la commune sont propriétaires de leur logement (77,2 % en 2013), contre 70,4 % pour le Cantal et 57,5 pour la France entière.
| Typologie                                               | Polminhac | Cantal | France entière |
| ------------------------------------------------------- | --------- | ------ | -------------- |
| Résidences principales (en %)                           | 73,9      | 67,7   | 82,1           |
| Résidences secondaires et logements occasionnels (en %) | 11,2      | 20,4   | 9,7            |
| Logements vacants (en %)                                | 14,9      | 11,9   | 8,2            |

## Toponymie
L'étymologie du toponyme Polminhac a une origine gallo-romaine. Le toponyme est formé du suffixe -ako (« lieu de, propriété de ») qui a évolué en latin -acum et en -ac dans la langue d'oc, et de l'anthroponyme latin Poleminius. Polminhac désigne la « propriété de Poleminius ».

## Politique et administration

### Liste des maires
| Période                                  | Période    | Identité                           | Étiquette | Qualité              |
| ---------------------------------------- | ---------- | ---------------------------------- | --------- | -------------------- |
| Les données manquantes sont à compléter. |            |                                    |           |                      |
| 1965                                     | 2001       | Christiane de Salvage de Clavières | SE        |                      |
| mars 2001                                | avril 2014 | Francis Boissonnade                |           |                      |
| avril 2014                               | mai 2020   | Jean-Louis Robert                  | DVD       | Agriculteur retraité |
| mai 2020                                 | En cours   | André Bonhomme                     | DVD       |                      |

## Population et société

### Démographie

#### Évolution démographique
L'évolution du nombre d'habitants est connue à travers les recensements de la population effectués dans la commune depuis 1793. Pour les communes de moins de 10 000 habitants, une enquête de recensement portant sur toute la population est réalisée tous les cinq ans, les populations de référence des années intermédiaires étant quant à elles estimées par interpolation ou extrapolation. Pour la commune, le premier recensement exhaustif entrant dans le cadre du nouveau dispositif a été réalisé en 2008.

En 2022, la commune comptait 1 205 habitants, en évolution de +4,69 % par rapport à 2016 (Cantal : −1,08 %, France hors Mayotte : +2,11 %).
| 1793  | 1800  | 1806  | 1821  | 1831  | 1836  | 1841  | 1846  | 1851  |
| ----- | ----- | ----- | ----- | ----- | ----- | ----- | ----- | ----- |
| 1 342 | 1 404 | 1 518 | 1 614 | 1 574 | 1 635 | 1 610 | 1 564 | 1 560 |

| 1856  | 1861  | 1866  | 1872  | 1876  | 1881  | 1886  | 1891  | 1896  |
| ----- | ----- | ----- | ----- | ----- | ----- | ----- | ----- | ----- |
| 1 462 | 1 462 | 1 470 | 1 408 | 1 400 | 1 285 | 1 392 | 1 380 | 1 238 |

| 1901  | 1906  | 1911  | 1921  | 1926  | 1931  | 1936  | 1946  | 1954 |
| ----- | ----- | ----- | ----- | ----- | ----- | ----- | ----- | ---- |
| 1 239 | 1 242 | 1 219 | 1 125 | 1 129 | 1 151 | 1 057 | 1 058 | 992  |

| 1962  | 1968  | 1975  | 1982  | 1990  | 1999  | 2006  | 2008  | 2013  |
| ----- | ----- | ----- | ----- | ----- | ----- | ----- | ----- | ----- |
| 1 009 | 1 012 | 1 132 | 1 176 | 1 135 | 1 156 | 1 118 | 1 107 | 1 131 |

| 2018  | 2022  | - | - | - | - | - | - | - |
| ----- | ----- | - | - | - | - | - | - | - |
| 1 176 | 1 205 | - | - | - | - | - | - | - |

#### Pyramide des âges
La population de la commune est plus jeune que celle du département. En 2021, le taux de personnes d'un âge inférieur à 30 ans s'élève à 29,2 %, soit un taux supérieur à la moyenne départementale (26,5 %). À l'inverse, le taux de personnes d'un âge supérieur à 60 ans (30,7 %) est inférieur au taux départemental (36,6 %).
En 2021, la commune comptait 590 hommes pour 623 femmes, soit un taux de 51,36 % de femmes, supérieur au taux départemental (51,1 %).
Les pyramides des âges de la commune et du département s'établissent comme suit :
| Hommes | Classe d’âge | Femmes |
| ------ | ------------ | ------ |
| 0,3    | 90 ou +      | 1,3    |
| 8,8    | 75-89 ans    | 9      |
| 21,4   | 60-74 ans    | 20,6   |
| 23     | 45-59 ans    | 22,4   |
| 16,6   | 30-44 ans    | 18,4   |
| 13,8   | 15-29 ans    | 11,1   |
| 16,1   | 0-14 ans     | 17,2   |

| Hommes | Classe d’âge | Femmes |
| ------ | ------------ | ------ |
| 1,2    | 90 ou +      | 3,1    |
| 10,1   | 75-89 ans    | 13,5   |
| 22,9   | 60-74 ans    | 22,6   |
| 21,8   | 45-59 ans    | 20,5   |
| 16,1   | 30-44 ans    | 15,2   |
| 13,8   | 15-29 ans    | 11,9   |
| 14,2   | 0-14 ans     | 13,3   |

## Culture locale et patrimoine

### Lieux et monuments
- Château de la Cavade (ISMH) attesté au XVIe siècle, ne se visite pas.
- Château de Clavières, ne se visite pas.
- Château des Huttes, ne se visite pas.
- Château de Montlauzis ou Monlogis, ne se visite pas.
- Château de Pesteils, Classé MH ,mobilier, peintures, tapisseries, fresques du XVe, plafonds peints, parc paysagé par l'architecte François-Marie Treyve ; ouvert à la visite.
- Château de Vixouze, ISMH, visite des extérieurs.
- Église paroissiale Saint-Victor : elle date du XIIe siècle, pour ses parties romanes les plus anciennes (clocher-peigne à deux étages de trois ouïes, porche, chevet). Fortement remanié depuis le XVe siècle, l'ensemble manque d'unité et a une allure trapue à force d'adjonctions. Cependant, l'église vaut pour son portail monumental amplement sculpté. « Six voussures brisées reposent sur un bandeau[23] lui-même soutenu par autant de colonnettes. Une archivolte inscrit le tout, qui retombe sur deux têtes rudimentaires d'où partent, en retour d'équerre, une torsade et divers motifs, fleurs côtelées à droite, deux animaux luttant, chien (?) et dragon, à gauche »[24].

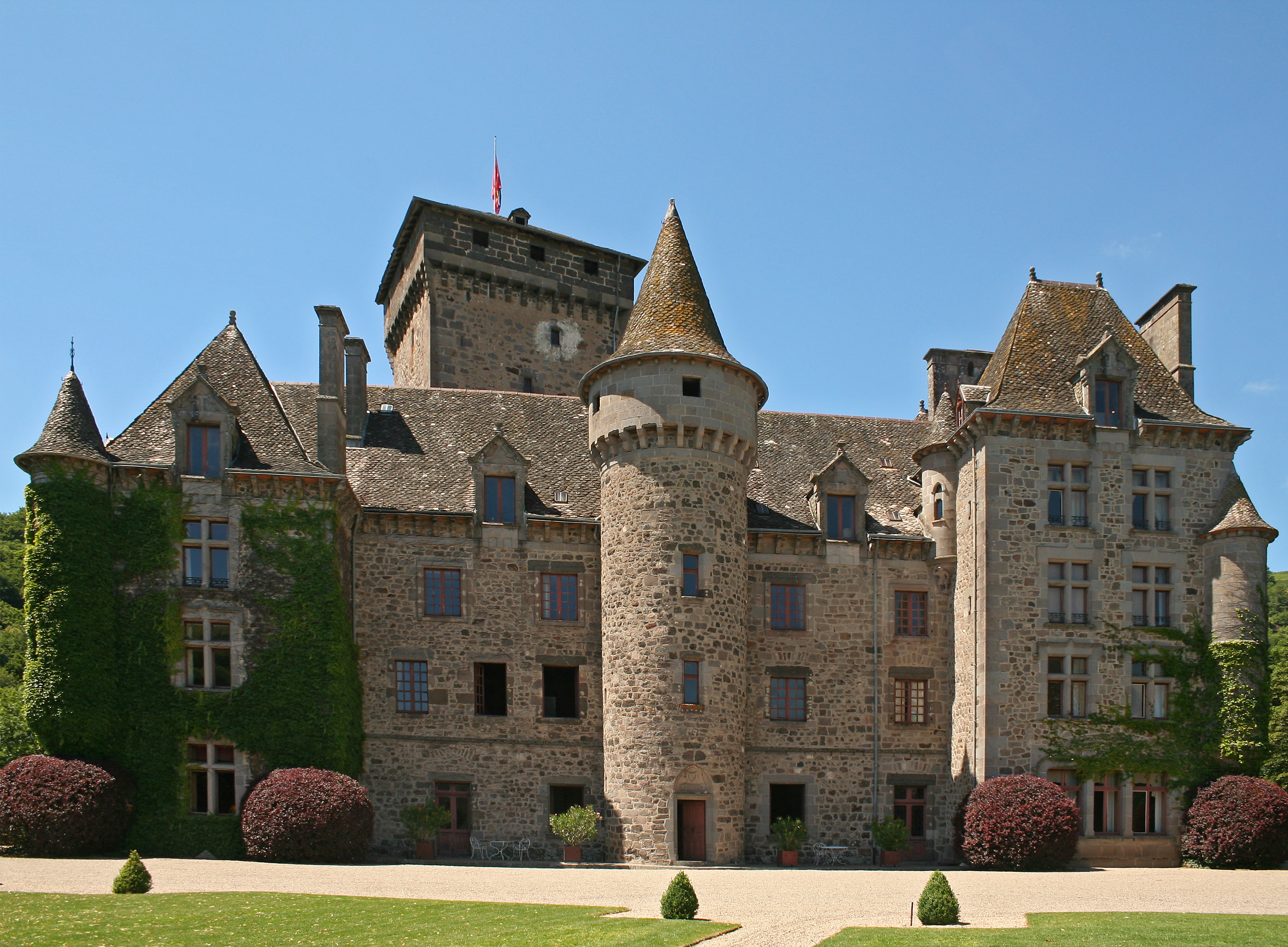
Château de Pesteils.
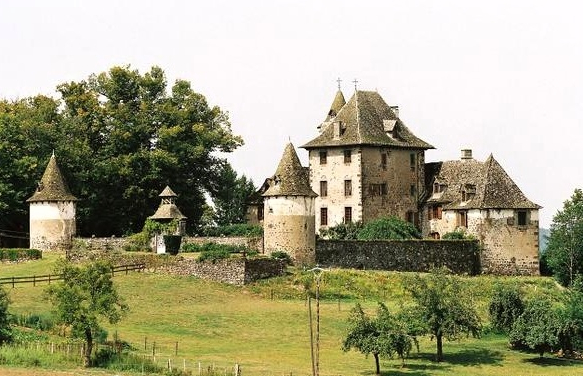
Château de Vixouze.
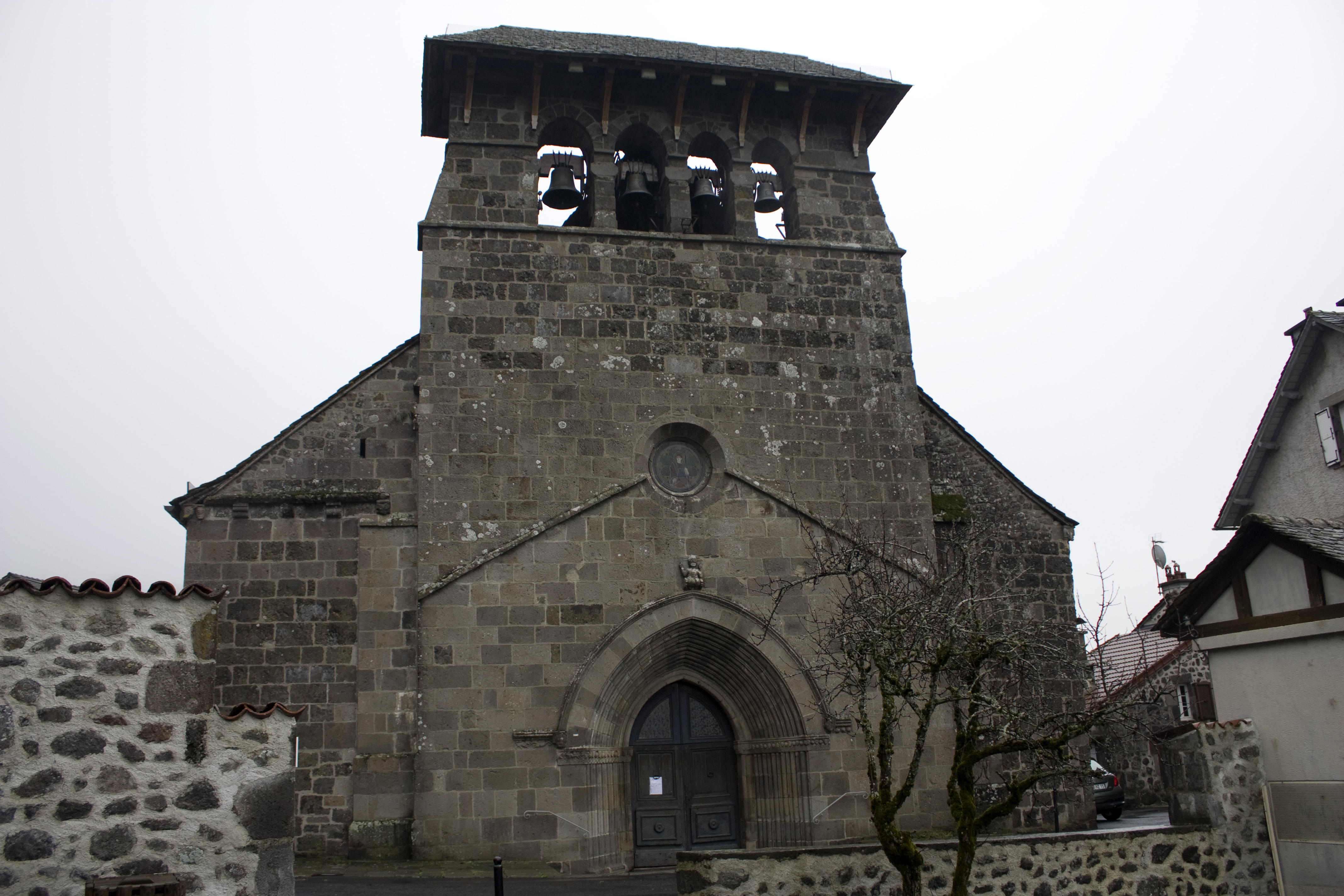
Église Saint-Victor.

Parmi les villages, hameaux et lieux-dits de la commune, on trouve : 
- Esmonts, Maruéjouls et Murat Lagasse, villages sur lesquels les Hospitaliers de la commanderie de Carlat percevaient une rente[25].

### Personnalités liées à la commune
- François-Xavier Pagès de Vixouze (1745-1802), littérateur,
- Jean Saphary (1797-1865), professeur de philosophie à l'École normale supérieure
- Jacques Berthieu (1838-1896), missionnaire jésuite mort martyr à Madagascar en 1896
- Joan De Cabanes, écrivain patoisant qui a écrit plusieurs récits dans sa langue d'origine